# Мосаровски, Сандра
Са́ндра Мосаро́вски (исп. Sandra Mozarowsky; 17 октября 1958, Танжер, Марокко — 14 сентября 1977, Мадрид, Испания) — испанская актриса.

## Биография
Сандра Мосаровски родилась 17 октября 1958 года в Танжере (Марокко) в семье русского дипломата и инженера Бориса Мозаровского и испанки Марии дель Росарио Руис де Фриас. Спустя несколько лет семья перебралась в Мадрид, где Сандра обучалась в англо-испанском лицее. Дебютировала в кино в возрасте 10 лет в фильме Педро Ласаги «Другое дерево Герники». За свою недолгую жизнь успела сняться более чем в 20 фильмах и телесериалах.
Около 4 часов утра 23 августа 1977 года Сандра выпала с балкона своей квартиры на пятом этаже дома по улице Альварес де Баэна в Мадриде и скончалась от полученной черепно-мозговой травмы 22 дня спустя, 14 сентября, в возрасте 18 лет. Гибель Мосаровски была официально признана самоубийством, однако некоторые новости сообщили, что она поливала цветы. Внезапная смерть актрисы спровоцировала многочисленные слухи о том, что Сандра якобы являлась любовницей короля Хуана Карлоса I, а также о том, что она занималась эскортом. Она была похоронена на мадридском кладбище Святого Ангела-Хранителя.

## Фильмография
- 1969 El otro árbol de Guernica
- 1973 Los ojos azules de la muñeca rota
- 1973 Lo verde empieza en los pirineos
- 1974 El Mariscal del infierno
- 1975 La noche de las gaviotas
- 1975 Sensualidad
- 1975 Las protegidas
- 1975 El colegio de la muerte
- 1975 Cuando el cuerno suena
- 1975 El clan de los Nazarenos
- 1975 Cuentos y leyendas
- 1976 Curro Jiménez
- 1976 El libro del buen amor II
- 1976 El hombre de los hongos
- 1976 Beatriz
- 1976 Call Girl: La vida privada da una señorita bien
- 1977 Abortar en Londres
- 1977 Train spécial pour SS
- 1977 Hasta que el matrimonio nos separe
- 1977 Pecado mortal
- 1977 El espiritista
- 1977 Ángel negro